# Daisuke Sakata
Daisuke Sakata (坂田 大輔 Sakata Daisuke?, Kōnan-ku, Yokohama, Kanagawa, 16 de enero de 1983) es un futbolista japonés que se desempeña como delantero en el Avispa Fukuoka.

## Carrera
La primera vez que jugó fue en Yokohama Flügels equipo juvenil, pero pronto se convirtió en un jugador de la cantera de Yokohama F. Marinos, cuando ambos equipos se fusionaron en 1999. Fue ascendido al primer equipo en 2001. Su primera aparición en liga fue el 16 de junio de 2001 lo que acabó en una derrota 0-2 contra el FC Tokio en el Estadio Internacional de Yokohama . Su primer gol en la liga llegó el 18 de agosto de 2001, cuando anotó el único gol contra el Kashiwa Reysol en Kashiwa no Ha Park Stadium .
Formó parte del equipo de Japón para el Campeonato Juvenil de la AFC en Catar (2002). El equipo terminó subcampeón y se clasificó para el Campeonato Mundial Juvenil de la FIFA 2003
En el Campeonato Mundial de la Juvenil organizado por Emiratos Árabes Unidos , anotó 4 goles en el torneo incluyendo el de la victoria ante Inglaterra en la fase de grupos y se convirtió en uno de los máximos goleadores, junto con Fernando Cavenaghi (Argentina), Dudu (Brasil) y Eddie Johnson (EE. UU.). El equipo salió en la fase de cuartos de final, después fue derrotado por Brasil.
Hizo su debut internacional para Japón el 9 de agosto de 2006 en un amistoso contra Trinidad y Tobago en el Estadio Olímpico Nacional de Tokio , cuando reemplazó a Alex en el minuto 86.
Sakata fue al equipo griego Superleage Aris FC en 2011, después de diez años en Yokohama F. Marinos, pero no llegó a completar la temporada antes de volver al FC Tokio para la segunda mitad de la temporada. En enero de 2012 se anunció que había firmado para Avispa Fukuoka.

## Clubes
| Club                | País   | Año         |
| ------------------- | ------ | ----------- |
| Yokohama F. Marinos | Japón  | 2001 - 2010 |
| Aris Salónica FC    | Grecia | 2011        |
| F. C. Tokyo         | Japón  | 2011        |
| Avispa Fukuoka      | Japón  | 2012 -      |

## Estadísticas de su carrera
| Rendimiento del club | Rendimiento del club | Rendimiento del club | Liga        | Liga  | Copa                  | Copa                  | Liga de la copa | Liga de la copa | Continental                      | Continental                      | Total       | Total |
| Temporada            | Club                 | Liga                 | Asistencias | Goles | Asistencias           | Goles                 | Asistencias     | Goles           | Asistencias                      | Goles                            | Asistencias | Goles |
| Japan                | Japan                | Japan                | Liga        | Liga  | Copa del Emperador    | Copa del Emperador    | Liga japonesa   | Liga japonesa   | Confederación asiática de fútbol | Confederación asiática de fútbol | Total       | Total |
| -------------------- | -------------------- | -------------------- | ----------- | ----- | --------------------- | --------------------- | --------------- | --------------- | -------------------------------- | -------------------------------- | ----------- | ----- |
| 2001                 | Yokohama F. Marinos  | 1ª division          | 11          | 2     | 0                     | 0                     | 5               | 0               | -                                | -                                | 16          | 2     |
| 2002                 | Yokohama F. Marinos  | 1ª division          | 19          | 1     | 2                     | 1                     | 0               | 0               | -                                | -                                | 21          | 2     |
| 2003                 | Yokohama F. Marinos  | 1ª division          | 25          | 6     | 1                     | 0                     | 6               | 1               | -                                | -                                | 32          | 7     |
| 2004                 | Yokohama F. Marinos  | 1ª division          | 28          | 10    | 1                     | 1                     | 5               | 1               | 4                                | 1                                | 38          | 13    |
| 2005                 | Yokohama F. Marinos  | 1ª division          | 29          | 5     | 2                     | 0                     | 4               | 1               | 2                                | 1                                | 37          | 7     |
| 2006                 | Yokohama F. Marinos  | 1ª division          | 19          | 4     | 3                     | 2                     | 2               | 0               | -                                | -                                | 24          | 6     |
| 2007                 | Yokohama F. Marinos  | 1ª division          | 34          | 10    | 2                     | 2                     | 9               | 3               | -                                | -                                | 45          | 15    |
| 2008                 | Yokohama F. Marinos  | 1ª division          | 32          | 1     | 3                     | 0                     | 7               | 1               | -                                | -                                | 42          | 2     |
| 2009                 | Yokohama F. Marinos  | 1ª division          | 30          | 6     | 3                     | 2                     | 10              | 1               | -                                | -                                | 43          | 9     |
| 2010                 | Yokohama F. Marinos  | 1ª division          | 20          | 1     | 1                     | 0                     | 4               | 0               | -                                | -                                | 25          | 1     |
| Grecia               | Grecia               | Grecia               | Liga        | Liga  | Copa de fotbal griega | Copa de fotbal griega | Copa de la liga | Copa de la liga | Europa                           | Europa                           | Total       | Total |
| 2011                 | Aris FC              | Super liga griega    | 6           | 0     |                       |                       | -               | -               | -                                | -                                | 6           | 0     |
| Japón                | Japón                | Japón                | Liga        | Liga  | Copa del emperador    | Copa del emperador    | Copa de la liga | Copa de la liga | Asia                             | Asia                             | Total       | Total |
| 2011                 | F.C. Tokyo           | 2ª división japonesa | 10          | 1     | 0                     | 0                     | -               | -               | -                                | -                                | 10          | 1     |
| 2012                 | Avispa Fukuoka       | 2ª división japonesa | 40          | 8     | 1                     | 0                     | -               | -               | -                                | -                                | 41          | 8     |
| 2013                 | Avispa Fukuoka       | 2ª división japonesa | 40          | 11    | 0                     | 0                     | -               | -               | -                                | -                                | 40          | 11    |
| Total                | Japón                | Japón                | 337         | 66    | 21                    | 8                     | 52              | 8               | 0                                | 0                                | 410         | 82    |
| Total                | Grecia               | Grecia               | 6           | 0     | 0                     | 0                     | -               | -               | 0                                | 0                                | 6           | 0     |
| Carrera total        | Carrera total        | Carrera total        | 343         | 55    | 19                    | 8                     | 52              | 8               | 6                                | 2                                | 416         | 82    |

| Selección de Japón | Selección de Japón | Selección de Japón |
| Año                | Logros             | Goles              |
| ------------------ | ------------------ | ------------------ |
| 2006               | 1                  | 0                  |
| Total              | 1                  | 0                  |